# アイドル・アタック!
『アイドル・アタック!』は、エクリップスのオリジナルアルバム。2009年9月16日にポニーキャニオンより発売された。

## 概要
エクリップスはテレビアニメ『バスカッシュ!』の劇中に登場する、同作の登場人物ルージュ（声/歌 - 戸松遥）、ヴィオレット（声/歌 - 早見沙織）、シトロン（声/歌 - 中島愛）の3人よりなるアイドルグループ。本アルバムは同作のキャラクター名義によるアルバムであり、同作の主題歌や劇中歌を収録している。ジャケットはエクリップスの3人のイラストを使用。初回限定盤はDVD付。

## 収録曲

### CD
1. 虹のBRACE  [4:50] 
作詞: YUMIKO、作曲: DY-T、編曲: Funta7
歌：エクリップス
2. another place  [4:29] 
作詞: 瀬名恵・Funta7、作曲: Funta3、編曲: 梅掘淳
歌：Rouge starring 戸松遥
3. COSMOS [4:08] 
作詞: 三浦誠司、作曲: 藤末樹・YUMIKO、編曲: 草野よしひろ
歌: Citron starring 中島愛
4. ナミダイロ [3:32] 
作詞: 瀬名恵、作曲: しほり、編曲: 菅谷豊
歌: Violette starring 早見沙織
5. Running on album-mix [4:28] 
作詞: 三浦誠司、作曲: 藤末樹、編曲: 奥本亮
歌: エクリップス
6. After The Heart Rain [4:35] 
作詞: 三浦誠司、作曲: 津波幸平、編曲: 藤澤健至
歌: Citron starring 中島愛
7. 二人の約束 [4:57] 
作詞: 瀬名恵、作曲: 藤末樹・YUMIKO、編曲: 草野よしひろ
歌: Rouge starring 戸松遥
8. 流星 [6:06] 
作詞: 瀬名恵、作曲: 三留一純、編曲: 水谷広実
歌: Violette starring 早見沙織
9. nO limiT album-mix [4:27] 
作詞: KK・藤末樹、作曲: 藤末樹、編曲: 草野よしひろ
歌: エクリップス

### DVD
1. moon passport [4:16] 
作詞: Funta7・KK、作曲: Funta3、編曲: Funta7
歌: Violette starring 早見沙織
2. nO limiT sadness Rouge edit [4:27] 
作詞: KK・藤末樹、作曲: 藤末樹、編曲: 梅掘淳
歌: エクリップス